# Julio Maragall
Julio Maragall (Barcelona, España, 1936) escultor y arquitecto venezolano.

## Biografía
Nació en Barcelona, España, en 1936, hijo del también escultor Ernest Maragall. Su familia se exilió en Venezuela, país de su madre, cuando tenía 3 años de edad.
Estudió arquitectura en la Universidad de Cornell, Estados Unidos, de la que egresó en 1966. Ahí cursó también estudios de escultura. Comienza su actividad profesional en Ithaca, Nueva York, en la Oficina de Arquitectura de Mario Romañac y Donald Belcher & Asociados. Regresó a Venezuela, y poco tiempo después fue miembro asociado de la oficina de Julio Volante. Realizó estudios de posgrado en Diseño Arquitectónico en la Universidad Simón Bolívar. En 1972 fundó Maragall & Asociados. Ese mismo año inició su actividad docente como profesor de diseño arquitectónico de la USB de Caracas. En paralelo, ha desarrollado una profusa carrera como escultor y ha realizado numerosas exposiciones individuales. 
Ha sido profesor de Diseño y Estudios Urbanos Universidad Simón Bolívar. Es profesor de Escultura en la Facultad de Arquitectura de la Universidad Simón Bolívar.

## Obras
- Torre ABA en la urbanización Las Mercedes (1975),
- Desarrollo y remodelación del Hotel Margarita Hilton Internacional (1993).
- Villa Bermeja (Chulavista), (1986)
- Paseo Marítimo de La Barceloneta, España (1996)
- Paseo José María Vargas[2]
- Galería Freites (2006) https://galeriafreites.com/